# 貝岑巴赫河
50°5′18.43″N 9°14′36.46″E / 50.0884528°N 9.2434611°E

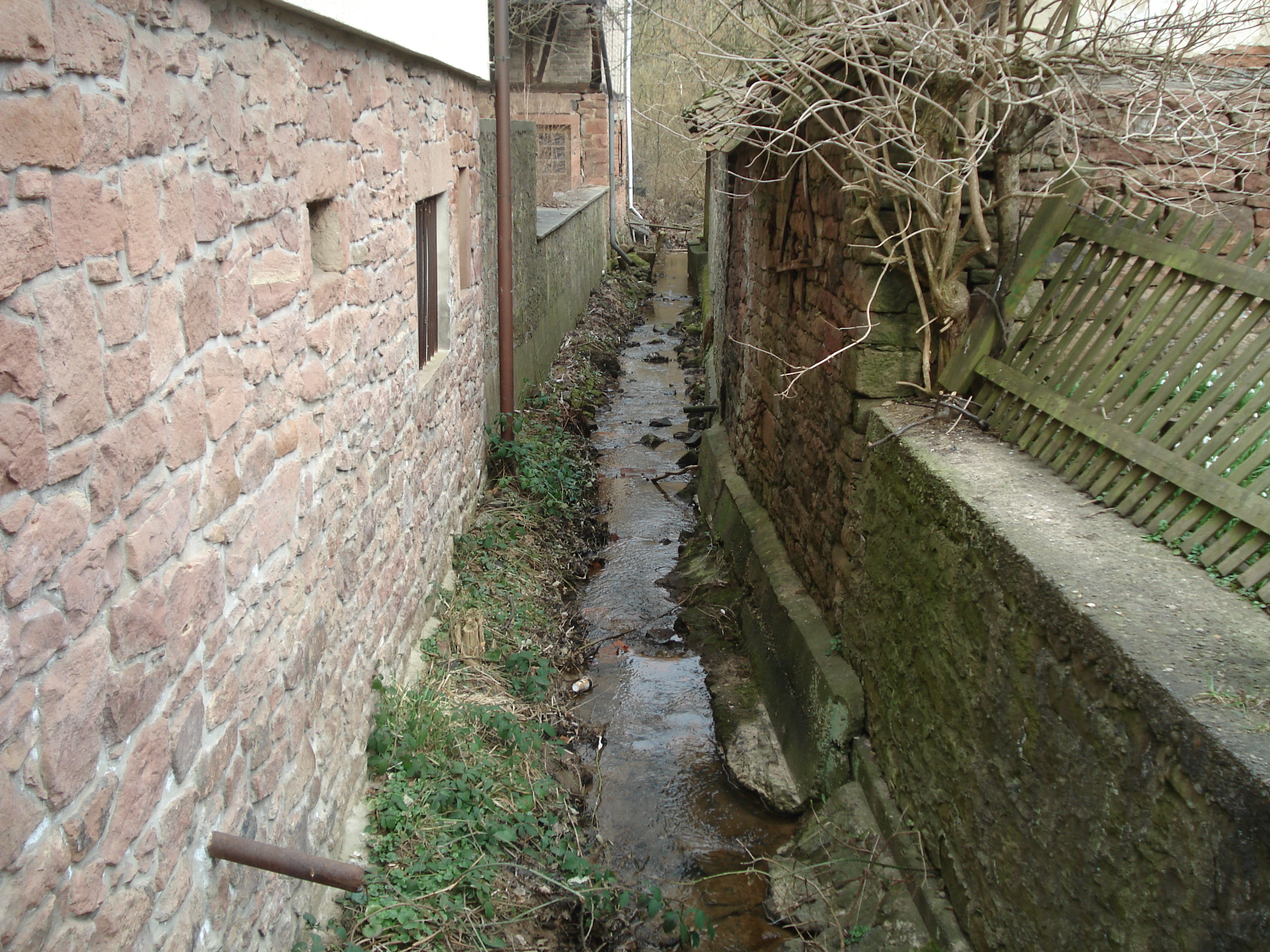

貝岑巴赫河（德語：Betzenbach），是德國的河流，位於該國東南部，由巴伐利亞負責管轄，屬於韋斯特巴赫河的右支流，河道全長1.1公里，流域面積0.9平方公里。